# Llac Playgreen
El llac Playgreen és un llac de Manitoba, al Canadà. La seva superfície és de 652 km², cosa que el converteix en el vuitè llac més gran a la província. Forma part de la conca hidrogràfica del riu Nelson i es troba uns 10 quilòmetres al nord de l'extrem septentrional del llac Winnipeg. Va ser cartografiat per primer cop per l'explorador Peter Fidler el 1809.